# Reichsabtei Echternach
Die Reichsabtei Echternach (lateinisch Abbatia Epternacensis; Patrone: Hl. Petrus und Hl. Willibrord) war ein Benediktinerkloster (zuvor Kollegiatstift) und reichsunmittelbares Territorium im Heiligen Römischen Reich in der luxemburgischen Stadt Echternach. Neben großen Teilen der Konventsgebäude ist von dem Kloster die rekonstruierte Basilika St. Willibrord erhalten. Das Territorium der ehemaligen Reichsabtei Echternach liegt heute zum größten Teil in Deutschland, zu kleineren Teilen in Luxemburg und den Niederlanden. Die Basilika St. Willibrord und große Teile der Konventsgebäude liegen in Echternach. Nach einem alten Grundsatz erkannte die Reichsabtei immer nur drei Herren an, Gott, Papst und Kaiser.

## Geschichte
Gegründet wurde das Kloster um 697 von dem angelsächsischen Missionsbischof und Heiligen Willibrord und der hl. Äbtissin Irmina von Oeren auf deren und ihrer Tochter Plektrudis Grund und Eigenbesitz. Als Irmina von Oeren Ende des 7. Jahrhunderts Willibrord dies umfangreiche Güter und die eine Hälfte von Echternach mit Kirche für das Kloster übertrug, war es als Schottenkloster bereits vorhanden. Sie bezeichnete ihre Stiftung dennoch als Neugründung. Ein paar Tage später übertrug der fränkische Hausmeier Pippin II. Willibrord die andere Hälfte von Echternach, die er von seinen Vorfahren geerbt hatte, an das Kloster und gewährte ihm im Jahr 706 Königsschutz, Kirchliche Immunität und freie Abtswahl. Willibrord, der aus Rom zahlreiche Reliquien mitgebracht hatte, wählte Echternach zu seiner Grablege († 7. November 739). Als Patrone erscheinen in fränkischer Zeit die Dreifaltigkeit, Maria und Peter und Paul. 785 bestätigte König Karl der Große, der selbst das Kloster ein Jahr lang leitete, Echternach die von seinem Bruder Karlmann I. im Jahr 771 gemachte Schenkung an der Lieser und im Bidgau. (Goldenes Buch der Abtei Echternach, heute in der Forschungsbibliothek Gotha, Signatur „Memb. I 71“). Echternach war wohl das erste iro-angelsächsische Kloster auf dem europäischen Festland. Die ersten Werke des Skriptoriums, etwa das „Willibrordus-Evangeliar“ sind reich geschmückt nach der irischen Art der keltischen Kirche, in deren Tradition das Kloster Echternach stand. Im Jahre 751 wurde Echternach königliche Abtei der Karolinger. Während des Sachsenaufstandes von 782 verweilte Willehad, der Bischof von Bremen, zwei Jahre lang im Kloster. Während des 8. Jahrhunderts wurde Kloster Echternach eine Stütze der Mission in Friesland. Darüber hinaus entsandte es Missionare nach Neustrien, Austrien, Hessen, und Thüringen, zugleich fand hier die irisch-angelsächsische Geisteskultur Eingang auf dem Festland. Nichtzuletzt erwarb Echterbach in diesem Säkulum eine umfangreiche Grundherrschaft. Im berühmten Skriptorium des Klosters wurden bereits damals Handschriften zu Missionszwecken verfasst.
Von 847 bis 973 leiteten Laienäbte, Angehörige der Häuser Lothringen und Luxemburg, die klösterliche Gemeinschaft. In der Regierungszeit des Abtes Adalhard wandelte sich um 850 die Lebensform der Klostergemeinschaft, die nun eher stiftisch verfasst war. Letzter Laienabt war Graf Siegfried von Luxemburg (949/950–973). Mit Abt Ravanger (973–1007) aus der Abtei Sankt Maximin in Trier wurde 973 auf Veranlassung Kaiser Ottos des Großen sodann die Benediktinerregel eingeführt. Die Verbundenheit der Abteien Echternach und St. Maximin blieb bis ins 17. Jahrhundert erhalten. Sie drückte sich sowohl im Reliquienbestand, dem Skriptorium, Architektur als auch in Gebetsverbrüderungen aus. Abt Poppo von Stablo reformierte im Jahr 1028 die Echternacher Abtei nach der Lothringischen Mischregelobservanz. Nachdem 1016 die Klosterkirche abgebrannt war, wurde am 19. Oktober 1031 durch Erzbischof Poppo von Trier die neue Abteikirche geweiht. Sie war eine romanische Basilika, deren Maße etwa denen der heutigen Kirche entsprachen. Die Gebeine Willibrords wurden in den Hochaltar gebracht, womit seine Verehrung vor Ort erstmals bezeugt ist. Der Willibrordkult erlebte dann Ende des 13. Jhs. einen ersten Höhepunkt. Schon im 11. Jahrhundert bildete sich um die Abtei eine Klosterstadt. Im Investiturstreit standen die Echternacher Äbte auf Seiten der salischen Kaiser.
Bischof Wilhelm I. von Utrecht verlieh Abt Reginbert von Echternach in einer Urkunde vom 28. Dezember 1063 das Verfügungsrecht über die Hälfte der Einnahmen etlicher Kirchen in Holland, unter anderem die von Leimuiden sowie den benachbarten Siedlungen Woubrugge und Rijnsaterwoude. Im 11. Jahrhundert erreichte die Echternacher Buchmalerschule unter Abt Humbert (1028–1051) ihre höchste Blüte und übernahm nach dem Absinken der Reichenauer Malschule die Aufträge an das salische Kaiserhaus. So entstanden im Echternacher Skriptorium der Codex aureus Epternacensis, der Codex Aureus Escorialensis oder das Speyerer Evangeliar. Der gelehrte Abt Thiofried (1083–1110) von Echternach war Autor mehrerer quellenbasierter Heiligenviten und eines Werkes über das Wesen von Reliquien. Im Jahr 1148 bestätigte Papst Eugen III. dem Abt von Echternach den Besitz von Louvivelt mitsamt Kirche und allem Zubehör. Diese Bestätigung wurde 1161 vom Papst Viktor IV. erneuert. Von 1171 bis 1210 wurde Echternach in Personalunion von Äbten von St. Matthias in Trier geleitet, die dem Erzbischof Arnold nahestanden. Der Trierer Erzbischof suchte in dieser Zeit (1192) das Kloster gegen ein Tausch mit der Burg Nassau seinem Stift zu inkorporieren. Die Abtei reagierte mit der von Theoderich verfassten Abteigeschichte (Liber aureus) und einer Denkschrift und wehrte sich erfolgreich. Seit 1299 waren die Äbte auch Stadtherren von Echternach.
Nach einem Absinken des klösterlichen Disziplin im 14. und 15. Jahrhundert erfolgte im Abbatiat von Burchard Boswin von Neuerburg (1490–1506) seit 1496 eine Reform des monastischen Lebens in der Echternacher Benediktinerabtei, worauf Papst Julius II. dem Kloster 1506 die Exemtion gewährte. Seit 1562 finden sich keine Adligen mehr als Äbte. Abt Antonius Hovaeus (1562–1568) Haecmundanus verfasste mehrere gelehrte Werke und Abt Johannes Bertels eine Geschichte Luxemburgs. Obwohl die reichen Besitzungen in Friesland, dem Missionsgebiet Willibrords, durch die Einführung der Reformation in den nördlichen Niederlanden verlorengingen, war die Abtei im 17. Jahrhundert noch am mehr als 125 Orten begütert. Bis ins 18. Jahrhundert erhielt sie reiche Schenkungen allerdings nicht mehr von karolingischen Ausmaßen. Abt Matthias Hartz (1718–1728) begann mit dem Bau der noch vorhandenen Abteigebäude, einer imposanten Schöpfung des französischen Barock, erbaut von 1727 bis 1736 durch Leopold Durand. Offenbar wegen des Willibrodkultes und ihrer Selbstständigkeit erlebte das Kloster keinen Verfall wie etwa die Abtei Prüm. Der letzte Abt Emmanuel Limpach von Echternach starb am 6. September 1793. Es kam zu keiner neuen Abtwahl. General Colaud zog am 13. August 1794 mit den französischen Revolutionstruppen in Echternach ein. Die letzten Mönche des Klosters waren zuvor geflohen. Die Abtei wurde geplündert und Willibrords Grab wurde geschändet. Kloster und Klosterkirche wurden 1797 versteigert. Jean-Henri Dondelinger, der sie schließlich erwarb, richtete in den Gebäuden die Faïencerie Dondelinger ein.
In der ersten Hälfte des 19. Jahrhunderts wurden die Kirche und angrenzende Klostergebäude als Fabrik genutzt. Um die Mitte des 19. Jahrhunderts stürzte der Chor der Basilika teilweise ein und sie drohte vollends zu verfallen. Daraufhin wurde 1862 in Echternach ein Kirchbauverein gegründet. 1868 war die Wiederherstellung der ehemaligen Abteikirche im Geist der Neuromanik vollendet und sie konnte neu geweiht werden. Seit 1906 ist sie Pfarrkirche von Echternach, seit 1939 im Rang einer päpstlichen Basilica minor.
Im Zweiten Weltkrieg wurde die Kirche am 26. Dezember 1944 durch deutsche Soldaten gesprengt. Granateinschläge zerstörten, was stehen geblieben war. Beim Wiederaufbau unter Leitung von Hubert Schumacher wurde eine Rückkehr zum romanischen Original angestrebt. Die Turmfassade wurde der von Paray-le-Monial nachgestaltet. Die erneute Weihe erfolgte 1953.
1949 wurden Reste der merowingischen Klosterkirche entdeckt.
In Teilen der ehemaligen Klosteranlage ist heute das Lycée classique d’Echternach mit seinem angeschlossenen Internat untergebracht.

## Äbte

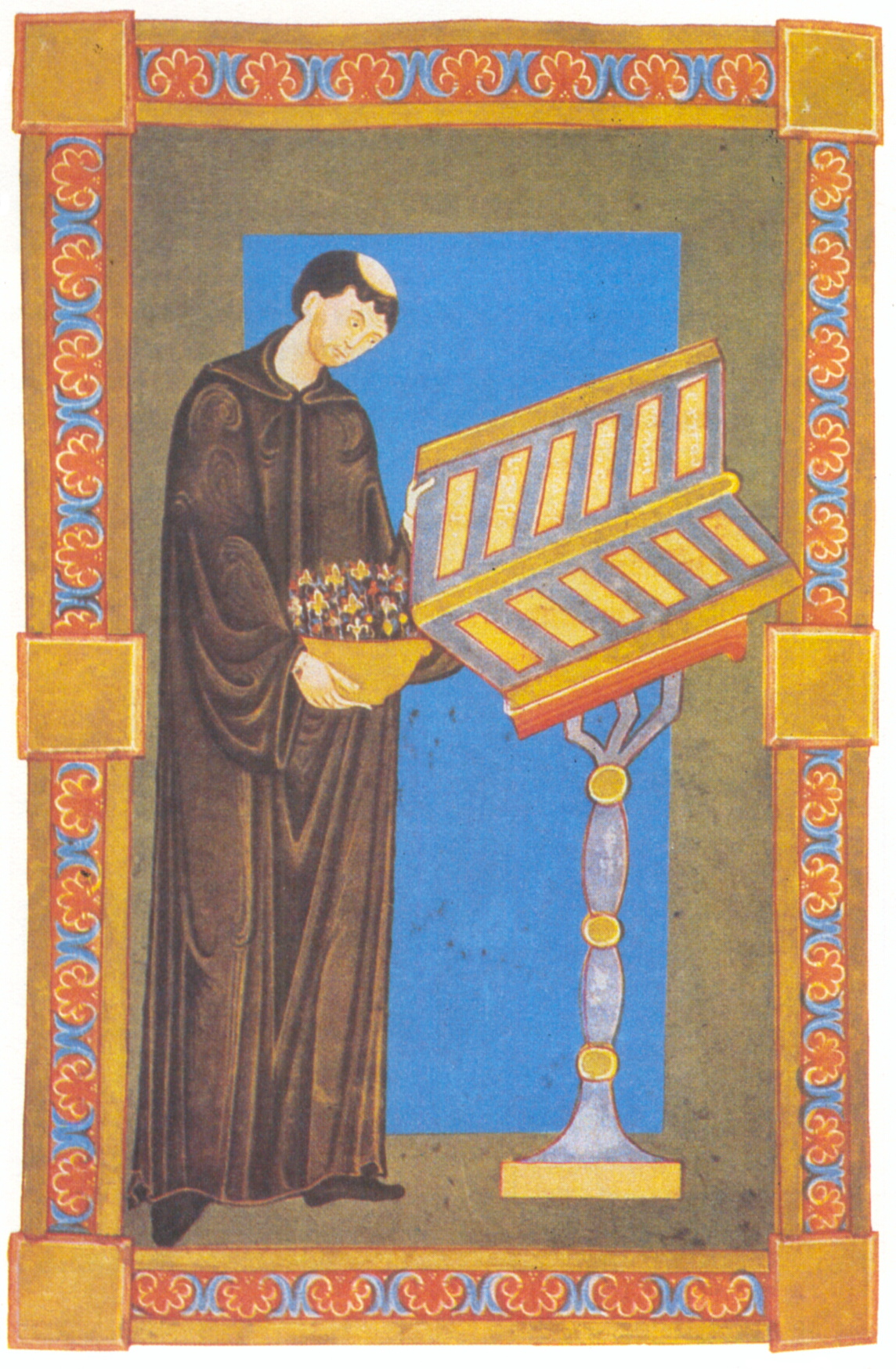
Theofried von Echternach

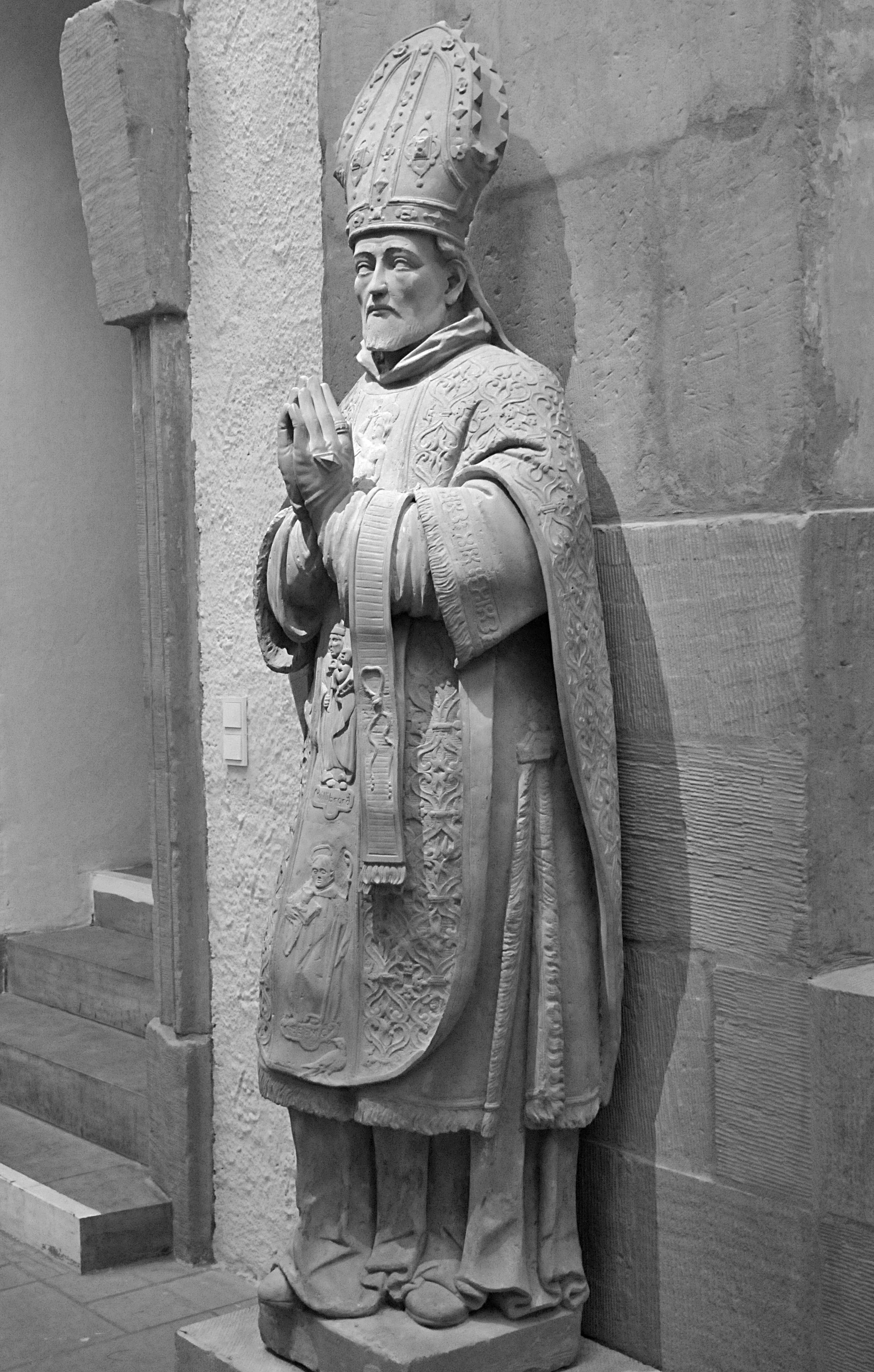
Petrus Richardotus

- Willibrord aus Northumbria († 7. November 739, Abt 698–739), Gründer und 1. Abt
- Adalbert (739–775), 2. Abt
- Beornrad (Bernard de Sens) (775–797), 3. Abt, 785 Erzbischof von Sens
- Hetti (vor 838–27. Mai 847), Erzbischof von Trier[4]
- Reginar (864–870), Laienabt
- Adalhard I. (bis 870), Laienabt
- Karlmann (874–876), Sohn von Kaiser Karl II. dem Kahlen
- Adalhard II. (bis 890), Laienabt
- Hermann I. von Schwaben (926–949), Laienabt
- Siegfried I. von Luxemburg (um 950), Laienabt
- Ravanger (Ravenger(ius)) (973–1007)[5]
- Urold(us) (1007–1027)
- Humbert(us) (1028–1051)
- Reginbert (1051–1081)
- Theofried von Echternach (1081–1110)[6]
- Godfried (Godefridus) I. (1122–1155)
- Ludwig (Ludovicus) (1173–1181), Abt von St. Matthias in Trier bis 1188[7]
- Godfried (Godefridus) II. (1181–1210)
- Bartholomäus von Esch (1210–1231)
- Richard I. (1270–1296) oder (1280–1297)[8]
- Heinrich von Schönecken (1298–1324)
- Theoderich von Are (1329–1341) 39. Abt
- Johann(es) I. von Winningen (1341–1353), 40. Abt
- Johann(es) II. von Novavilla = Jean de Neuville (1353–1357), 41. Abt
- Wilhelm von Kerpen (Abt 1358–1374), 42. Abt
- Hertwin von Waldeck (1375–1377), 43. Abt
- Philipp von Homburg (1377–1378)
- Wirich von Adenbach (1378–1400)
- Peter I. Beissel von Gymnich (1400–1412), 47. Abt
- Nikolaus von Gymnich (1412–1418), 48. Abt
- Peter II. von Hübingen (Pierre de Hubines) (Abt 1418–1438), 49. Abt
- Winand von Gluwel (Wynant de Gluwel) (Abt 1438–1465), 50. Abt
- Colinus (Colin Plick von Oirwick) (Abt 1465–1476)[9][10], 51. Abt
- Francis Plick von Oirwick (Abt 1476–1477), 52. Abt
- Burchard Poszwin von Neuerburg (Burkard Posswyn, Burkhard Poissgen) (1490–1506), 54. Abt
- Robert von Monreal (1506–1539), 55. Abt[11]
- Matthias von Lutzerath (Mathias de Lutzeradt) (1539), 56. Abt
- Godfried (Gottfried, Godefridus) III. von Aspremont (Godefroid d'Aspremont) (1540–1562), 57. Abt
- Antonius Hovaeus Haecmundanus (Antoon van Hove, Antoon (Antonius) van der Hoef von Egmond, frz. Antoine Hovay)  († 8. Oktober 1568, Abt 1563–1568), 59. Abt
- Martin Maas (Marten Maes a Meerbeeck, Martinus Masius) (1520–1585, Abt 1569–1585), 60. Abt
- Johann(es) III. Gladt (Jean Glatz) (Abt 1586–1594), 61. Abt
- Johann(es) IV. Bertels (1544–19. Juni 1607, Abt 1595–1607), 62. Abt
- Peter III. Richard (Pierre Richardot, Petrus Richardotus; ca. 1575–1628, Abt 1607–1628), 63. Abt
- Peter IV. (Pierre, Petrus) Fisch von Rosport († 15. März 1657, Abt 1628–1657)[12], 64. Abt
- Richard II. Paschasius (1657–1667)[13], 65. Abt
- Philippe de la Neufforge (Neuveforge, Neuforge) (8. Mai 1621–10. September 1684, 66. Abt 1667–1684)[14], 66. Abt
- Willibrord Hotton (1684–1693)[15], 67. Abt
- Benedikt Zender (Benoît Zender) (1694–1717)[16], 68. Abt
- Matthias Hartz (1717–1728), 69. Abt
- Gregor(ius) (Grégoire) Schouppe († 19. Juli 1751, Abt 1728–1751), 70. Abt
- Michael Hormann (1751–1775), 71. Abt
- Emmanuel Limpach († 6. September 1793, Abt 1775–1793), 72. Abt 
  - Prior Binsfeld

## Wappen
Das Wappen der Reichsabtei Echternach zeigt den Reichsadler des Heiligen Römischen Reichs.

## Klosterbibliothek und Skriptorium
Im Mittelalter war Echternach ein Zentrum der Buchmalerei. Zu den bekanntesten Werken zählen das Goldene Evangeliar von Echternach (lat. Codex Aureus Epternacensis, 11. Jahrhundert; heute Germanisches Nationalmuseum Nürnberg) und das Goldene Evangelienbuch Heinrichs III. (lat. Codex Aureus Spirensis oder Codex Aureus Escorialiensis, Speyerer Evangeliar; heute El Escorial, Madrid).
Das Skriptorium der Benediktinerabtei ist vor allem bekannt durch die Schriften, die Mitte des 11. Jahrhunderts für den Export produziert worden sind. Ein neu herausgegebener Katalog umfasst hingegen theologische, philosophische und pädagogische Handschriften aus der Klosterbibliothek, welche nur zum Teil in Echternach selbst entstanden sind. Auf fast 800 Seiten werden 89 Handschriften, 154 Fragmente und 18 gedruckte Bücher aus dem 7. bis dem 17. Jahrhundert beschrieben. Thomas Falmagne untersucht dabei erstmals die Geschichte der Klosterbibliothek, die um das Jahr 800 eine der größten des Abendlandes gewesen zu sein scheint und irische wie südeuropäische Einflüsse zeigt. Besonders erwähnenswert sind ein Blatt von Papst Gregor I. aus dem späten 7. Jahrhundert, ein Turm der Weisheit in einer Handschrift des Staatsarchivs aus dem 15. Jahrhundert, eine Abacus-Abbildung im Einband der Riesenbibel oder die Hisperica-Famina-Fragmente aus dem 9. Jahrhundert.
Am 9. Februar 2010 hat die Bibliothèque nationale de Luxembourg öffentlich einen Katalog der Handschriften vorgestellt, der dann im Otto Harrassowitz Verlag, Wiesbaden in zwei Bänden herausgebracht wurde.

## Orgel

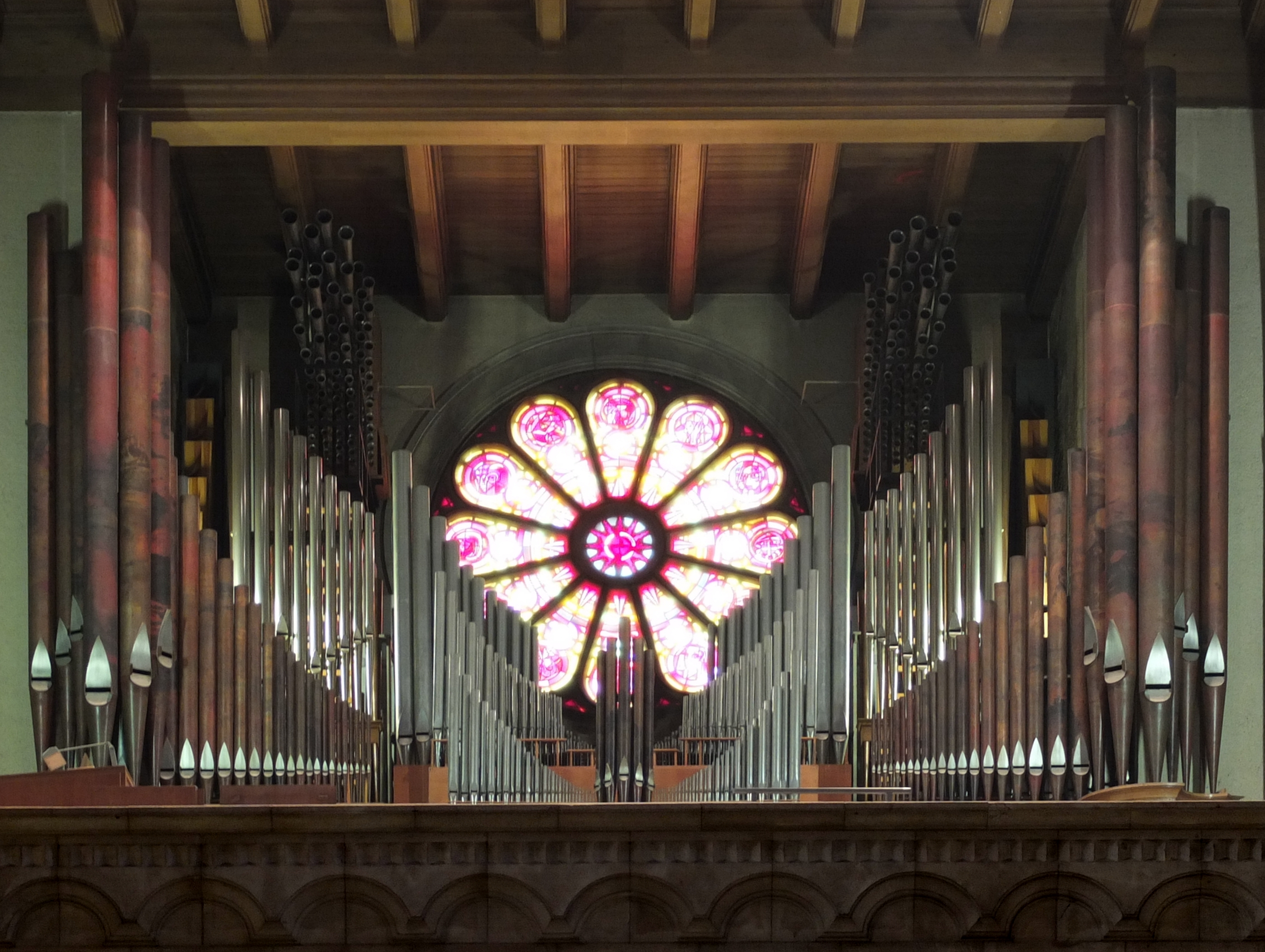
Die Echternacher Klais-Orgel

Die Orgel der Abteikirche wurde 1953 von der Orgelbaufirma Johannes Klais (Bonn) errichtet und 1991 vergrößert. Das Instrument hat 74 Register, Kegelladen, auf vier Manualen und Pedal. Die Trakturen sind elektropneumatisch. Die Trompeteria ist an alle Manuale und das Pedal einzeln ankoppelbar.
| I Schwellpositiv C–c4 |    |
| Lieblich Gedackt      | 8’ |
| Quintadena            | 8’ |
| Salicional            | 8’ |
| Principal             | 4’ |
| Blockflöte            | 4’ |
| Octave                | 2’ |
| Sifflöte              | 1’ |
| Scharff VI            |    |
| Septimcymbel III      |    |
| Krummhorn             | 8’ |
| Vox humana            | 8’ |
| Tremulant             |    |

| II Hauptwerk C–c4 |        |
| Principal         | 16’    |
| Bordun            | 16’    |
| Octave            | 8’     |
| Holzgedackt       | 8’     |
| Gemshorn          | 8’     |
| Gamba             | 8’     |
| Quinte            | 5 1⁄3′ |
| Octave            | 4’     |
| Rohrflöte         | 4’     |
| Hohlflöte         | 2’     |
| Rauschpfeife II   |        |
| Mixtur VI-VIII    |        |
| Scharff IV-V      |        |
| Cornett V         | 8′     |
| Trompete          | 16’    |
| Trompete          | 8’     |

| III Oberwerk C–c4 |       |
| Principal         | 8’    |
| Rohrflöte         | 8’    |
| Gedacktpommer     | 8’    |
| Octave            | 4’    |
| Quintadena        | 4’    |
| Superoctave       | 2’    |
| Waldflöte         | 2’    |
| Gemsquinte        | 1 ⁄3′ |
| Sesquialtera II   | 2 ⁄3′ |
| Mixtur V-VI       |       |
| Cymbel III        |       |
| Dulcian           | 16’   |
| Schalmey          | 8’    |
| Kopftrompete      | 4’    |

| IV Schwellwerk C–c4 |        |
| Quintadena          | 16’    |
| Principal           | 8’     |
| Spitzgambe          | 8’     |
| Vox coelestis       | 8’     |
| Grobgedackt         | 8’     |
| Octave              | 4’     |
| Violflöte           | 4’     |
| Nasat               | 2 ⁄3′  |
| Flachflöte          | 2’     |
| Terz                | 1 3⁄5′ |
| Mixtur IV-VI        |        |
| Fagott              | 16’    |
| Trompete            | 8’     |
| Clairon             | 4’     |
| Tremulant           |        |

| Trompeteria C–c4    |       |
| Trompeta magna      | 16’   |
| Trompeta de batalla | 8’    |
| Bajoncillo          | 4’-8’ |

| Pedal C–g1    |         |
| Untersatz     | 32’     |
| Principalbass | 16’     |
| Subbass       | 16’     |
| Zartbass      | 16’     |
| Quintbass     | 10 2⁄3′ |
| Octavbass     | 8’      |
| Gedacktbass   | 8’      |
| Choralbass    | 4’      |
| Bassflöte     | 4’      |
| Nachthorn     | 2’      |
| Hintersatz IV |         |
| Cornett V     | 8′      |
| Contrafagott  | 32’     |
| Posaune       | 16’     |
| Fagott        | 16’     |
| Trompete      | 8’      |
| Clarine       | 4’      |

- Koppeln:
  - Normalkoppeln: II/I, III/I, IV/I, I/II, III/II, IV/II, IV/III, I/P, II/P, III/P, IV/P
  - Trompeteriakoppeln: an alle Manuale und Pedal
- Spielhilfen: 3 freie Kombinationen, eine freie Pedalkombination, Tutti, 64-fache Setzeranlage, Crescendowalze, diverse Absteller

## Glocken
In den Türmen der Basilika hängen an Holzjochen neun Glocken von zwei Gießern. Es stellt das tontiefste Geläut Luxemburgs dar. Die beiden größten Glocken läuten im Nordturm, die übrigen im Südturm, in dem sich auch ein Carillon befindet
| Glocke | Name             | Schlagton (16tel) | Gewicht | Durchmesser | Gussjahr | Gießer                  |
| ------ | ---------------- | ----------------- | ------- | ----------- | -------- | ----------------------- |
| 1      | Willibrord       | f0 +8             | 6985 kg | 2215 mm     | 2000     | Eifeler Glockengießerei |
| 2      | Benedikt         | as0 +80           | 5530 kg | 2000 mm     | 1999     | Eifeler Glockengießerei |
| 3      | Sebastian        | b0 +6             | 3100 kg | 1742 mm     | 1948     | H. Rüetschi, Aarau      |
| 4      | Regina pacis     | des1 +90          | 1800 kg | 1456 mm     | 1948     | H. Rüetschi             |
| 5      | Barbara          | es1 +30           | 1300 kg | 1320 mm     | 1948     | H. Rüetschi             |
| 6      | Wilgils          | f1 +7             | 920 kg  | 1160 mm     | 1948     | H. Rüetschi             |
| 7      | Irmina           | as1 +70           | 535 kg  | 967 mm      | 1948     | H. Rüetschi             |
| 8      | Plectrudis       | b1 +5             | 385 kg  | 874 mm      | 1948     | H. Rüetschi             |
| 9      | Johannes Baptist | c2 +6             | 355 kg  | 781 mm      | 1999     | Eifeler Glockengießerei |

## Ansichten

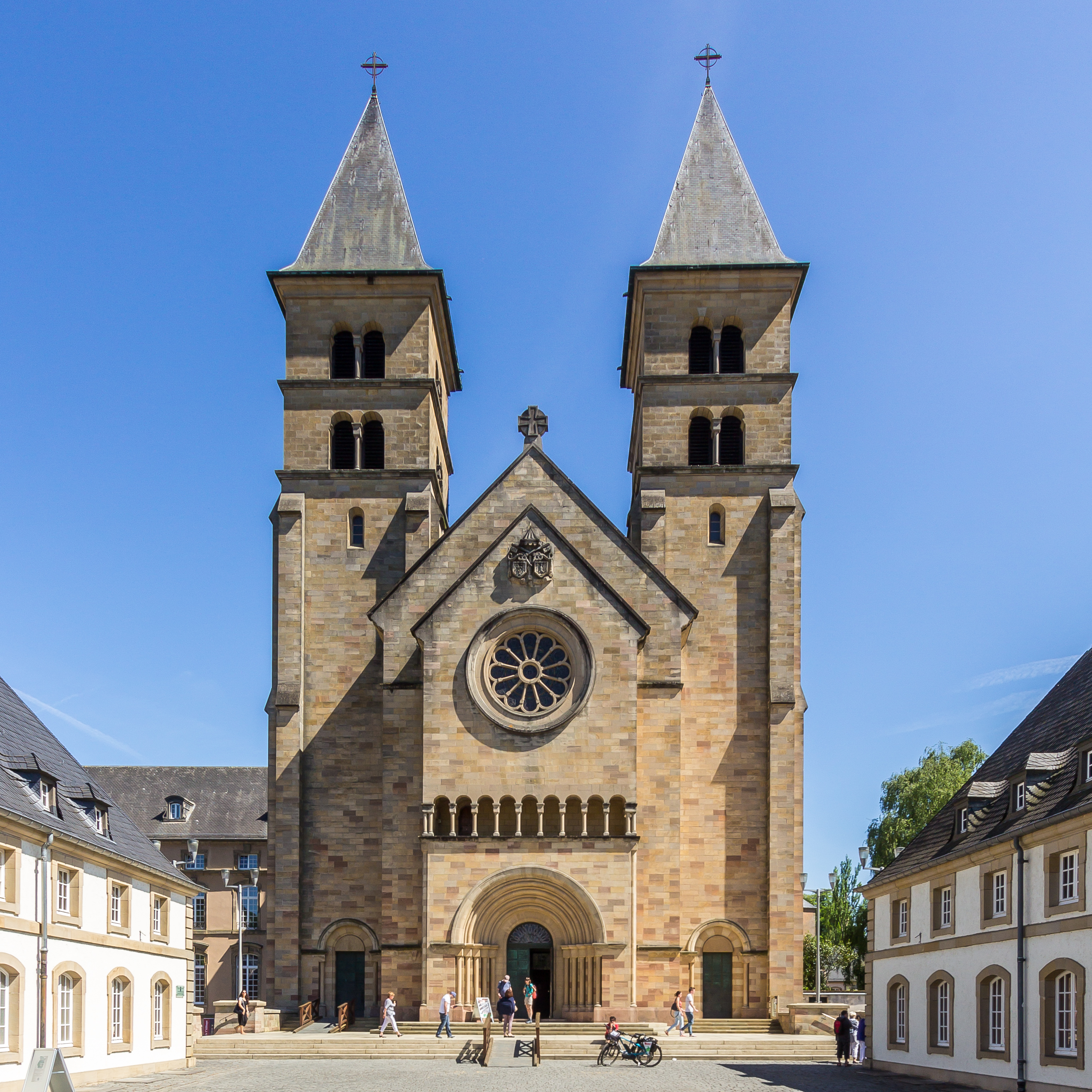
Fassade der Klosterkirche
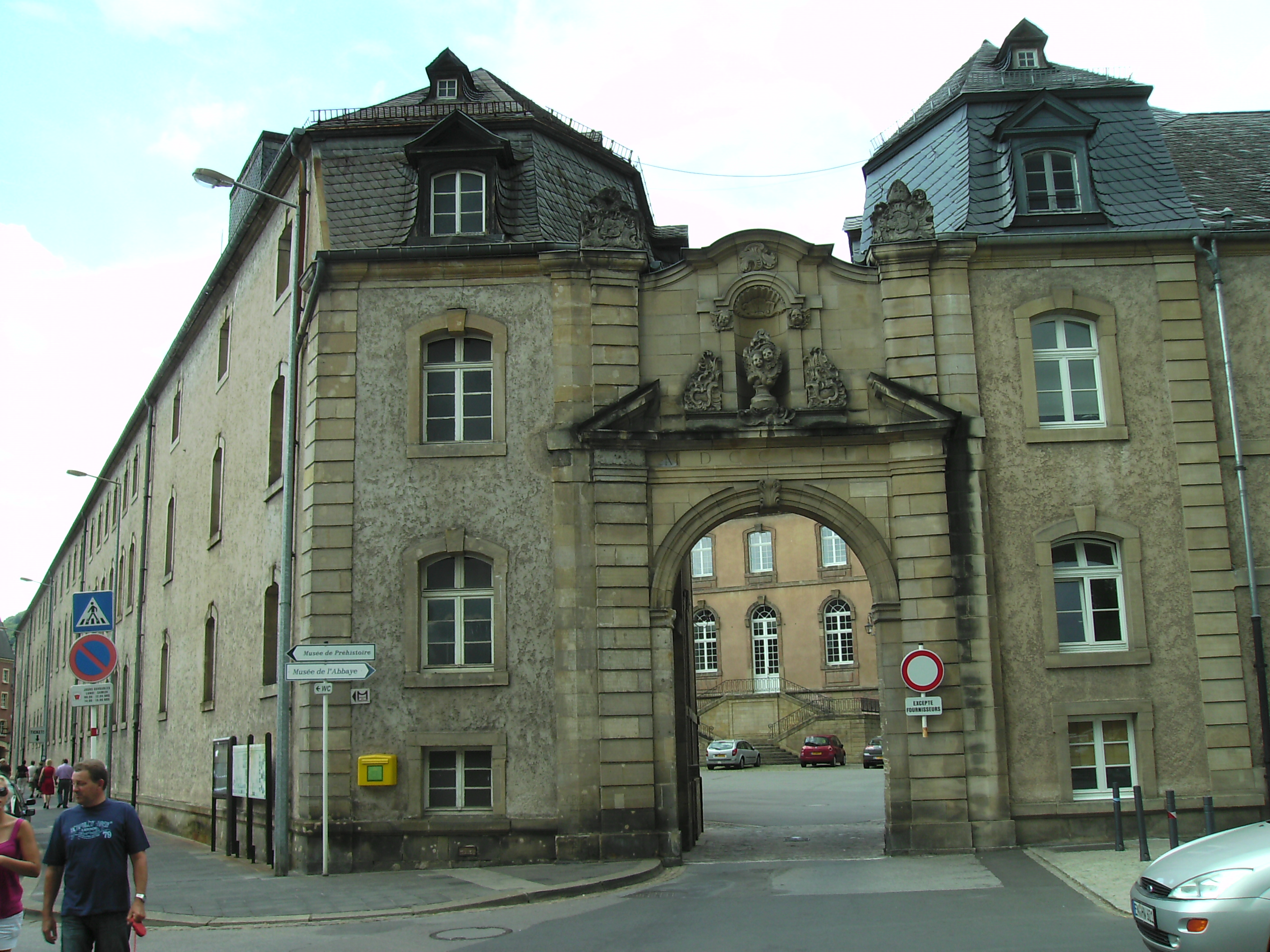
Eingangsportal zur Abtei
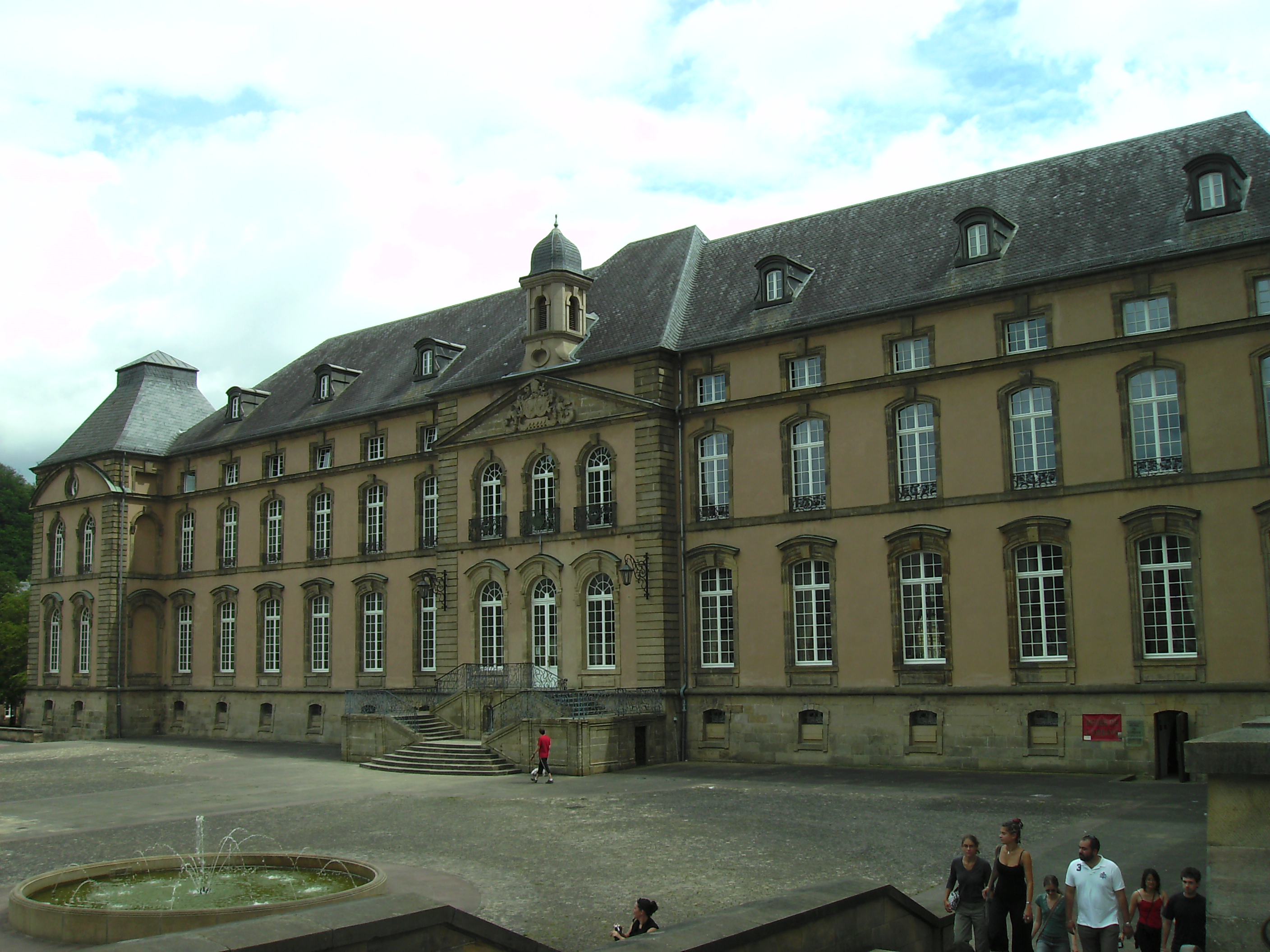
Abtei (Ostflügel)
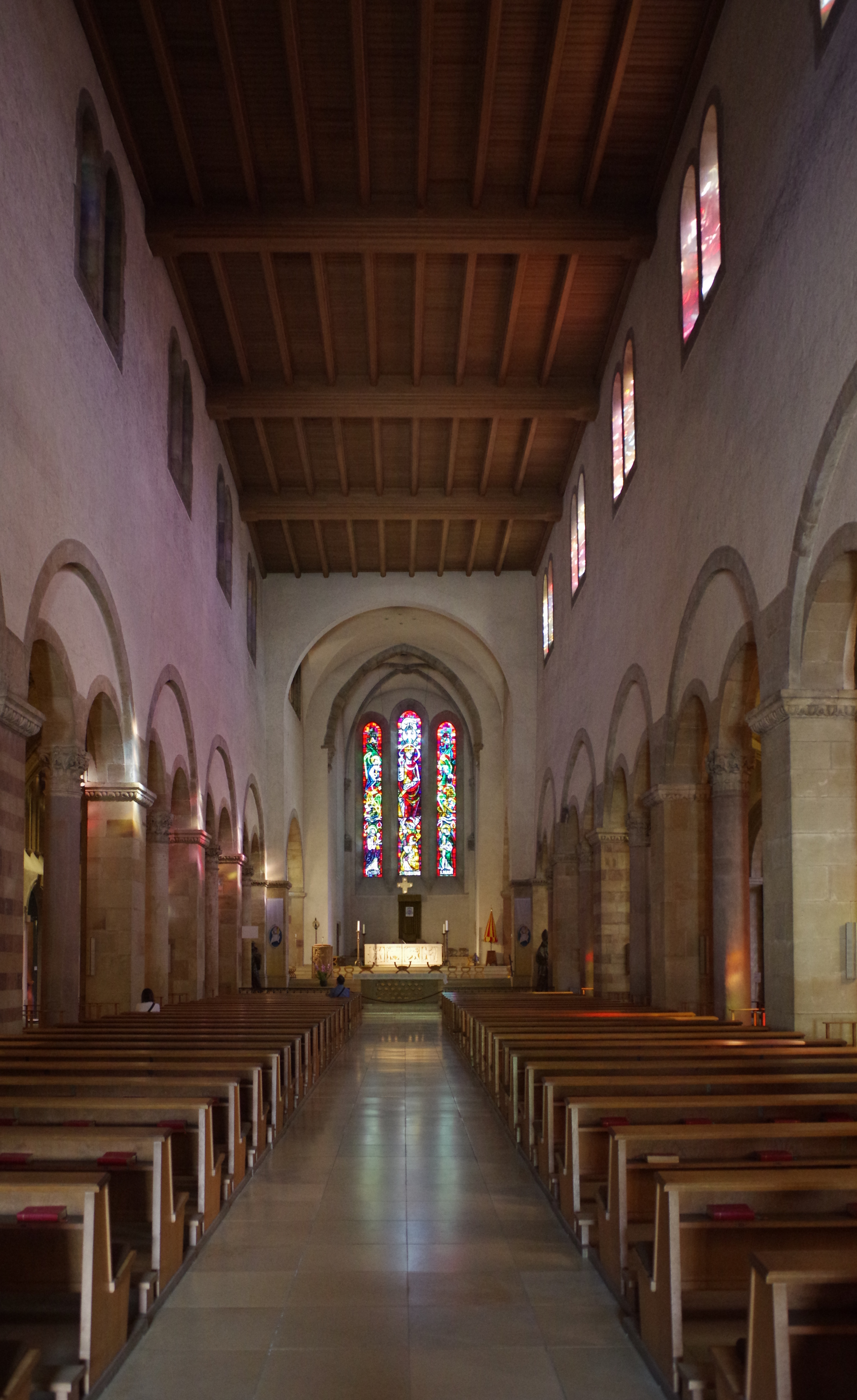
Kirchenschiff
Statue des Heiligen Willibrord in der Basilika
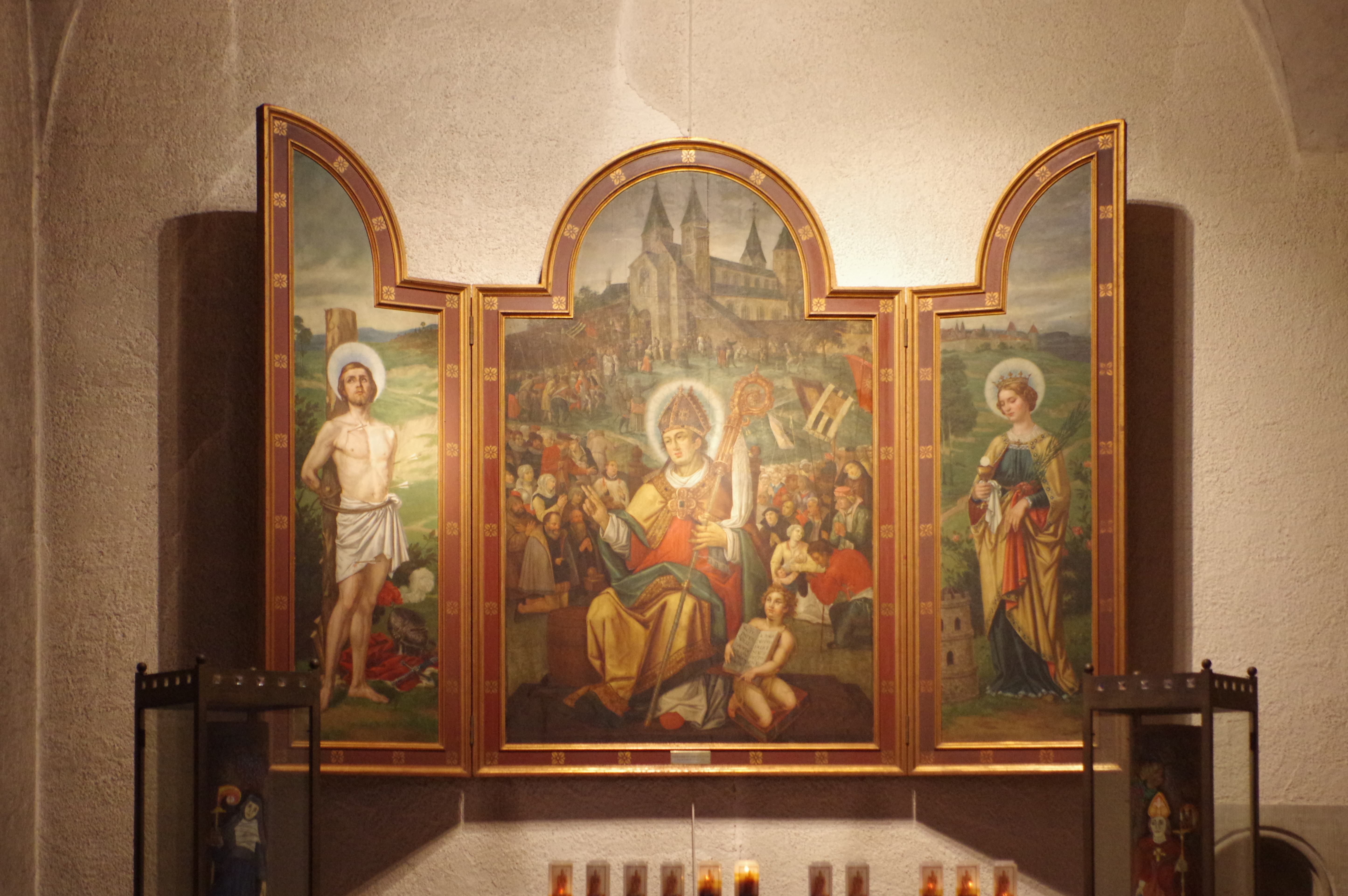
Willibrord-Flügelaltarbild in der Basilika
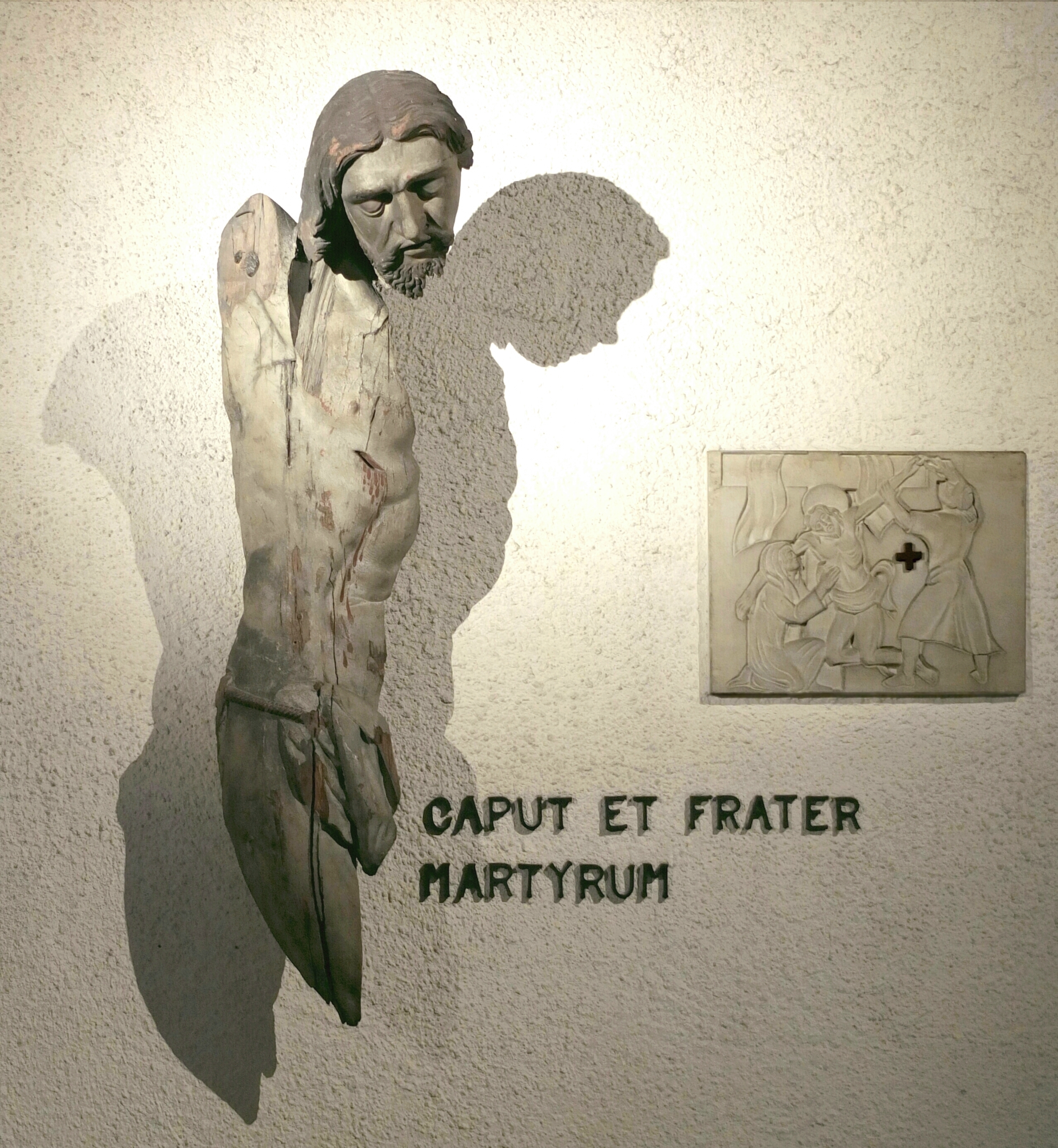
Christus-Torso in der Basilika
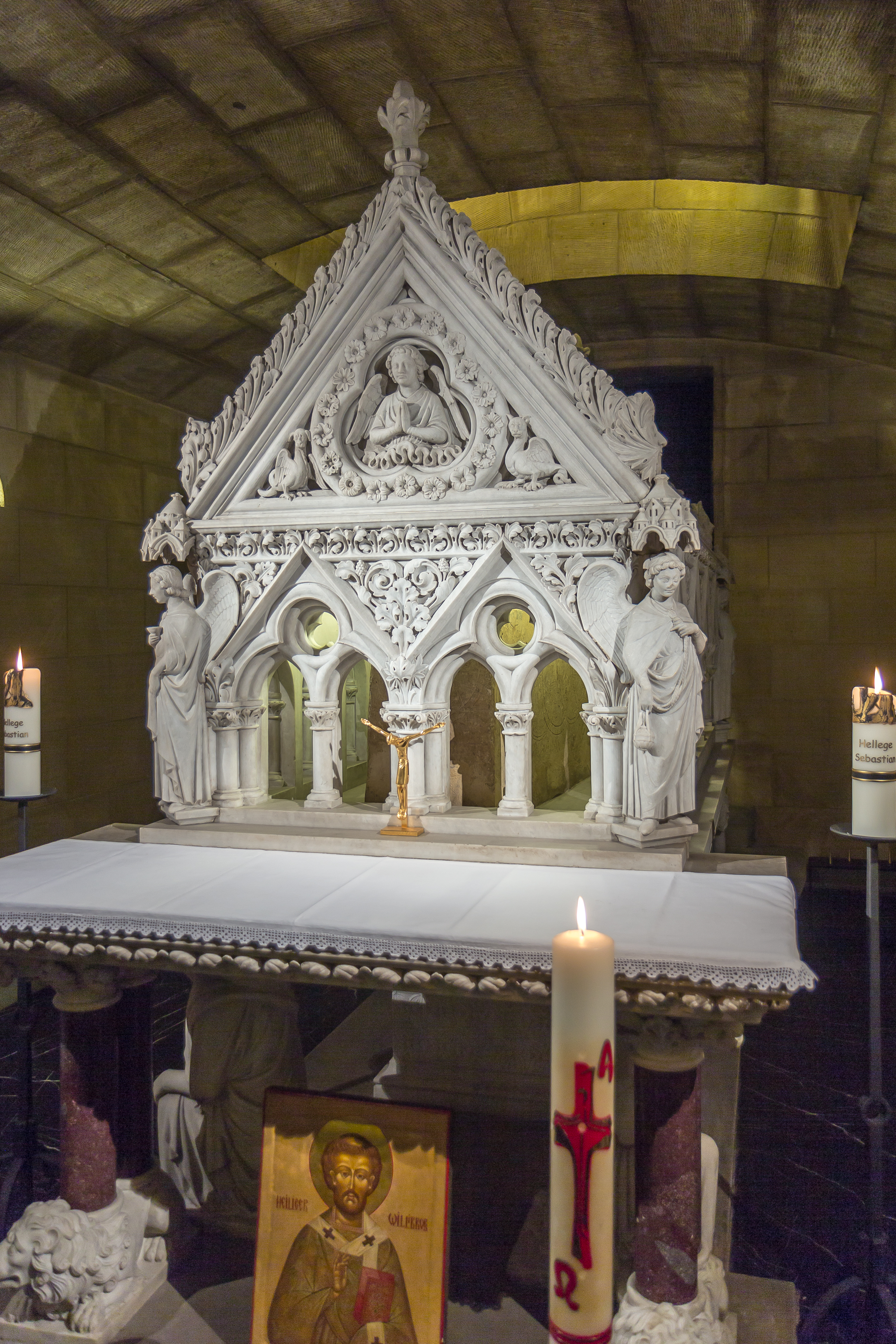
Grab Willibrords in der Krypta
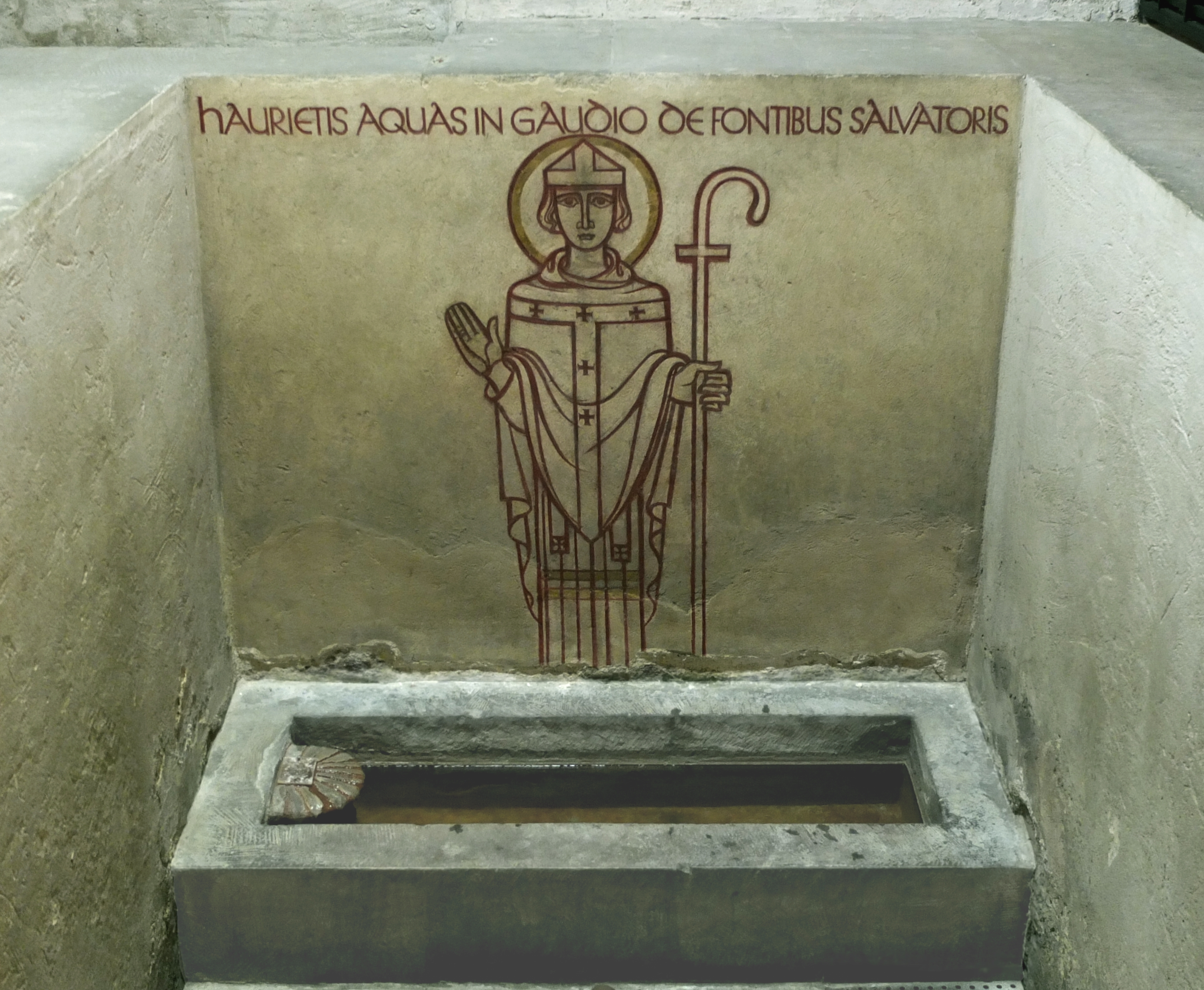
Willibrord-Quelle in der Krypta